# George Biddell Airy
George Biddell Airy, född 27 juli 1801 i Alnwick i Northumberland, död 2 januari 1892 i London, var en brittisk astronom.
Airy blev 1828 professor och direktor för observatoriet i Cambridge. Åren 1836–1881 verkade han som kunglig astronom i Greenwich, var 1871–1873 president i Royal Society och adlades 1872. Airy gav ut en Catalogue of 2 156 stars och lät utföra reduktionerna till månobservationer, som ända sedan 1750 gjorts på Greenwich-observatoriet, observerade solförmörkelser bland annat i total solförmörkelse i Göteborg 1851 och tog initiativet till en omfattande engelsk gradmätning. Han utförde även teoretiska undersökningar över gravitationen samt en del undersökningar i fysik (optik och magnetism) och i meteorologi. Airy tilldelades Copleymedaljen 1831, Lalandepriset 1834 och Royal Astronomical Societys guldmedalj 1846. Han var ledamot av Kungliga Vetenskapsakademien från 1840.
Nedslagskratrarna Airy och Airy-0 på planeten Mars och Airy på månen är alla uppkallade efter honom.